# Alakina Mann
Pour les articles homonymes, voir Mann.
Alakina Mann (de son nom de naissance Alakina Sarah Mann) est une actrice britannique, née le 1er août 1990, dans le Surrey en Angleterre. Elle est principalement connue pour avoir interprété le rôle d'Anne Stewart dans le film de 2001 Les Autres.

## Filmographie

### Cinéma
- 2001 : Les Autres
- 2003 : La Jeune Fille à la perle

### Télévision
- 2004 : Fungus the Bogeyman : Katie

## Distinctions

### Nominations
- Saturn Award :
  - Nommée au Saturn Award du meilleur jeune acteur 2002 (Les Autres)
- Prix Goya :
  - Nommée au Prix Goya du meilleur espoir féminin 2002 (Les Autres)
- Young Artist Award :
  - Nommée à la Meilleure prestation dans un film - Second rôle féminin 2002 (Les Autres)